# Nátrium-eritroaszkorbát
| Nátrium-eritroaszkorbát                                                                                         |                                      |
| Nátrium-eritroaszkorbinsav                                                                                      |                                      |
| IUPAC-név | eritroaszkorbinsav nátriumsója, E316 |
| Kémiai azonosítók                                                                                               |                                      |
| CAS-szám | 7378-23-6                            |
| PubChem | 23683938                             |
| EINECS-szám | 228-973-9                            |
| InChIKey | PPASLZSBLFJQEF-RKJRWTFHSA-M          |
| UNII | BZ468R6XRD                           |
| Kémiai és fizikai tulajdonságok                                                                                 |                                      |
| Kémiai képlet                                                                                                   | C6H7NaO6                             |
| Moláris tömeg                                                                                                   | 198,11 g/mol                         |
| Megjelenés | fehér por                            |
| Olvadáspont | 168-170 °C (elbomlik)                |
| Oldhatóság (vízben)                                                                                             | 15 g/100 ml (25 °C)                  |
| Ha másként nem jelöljük, az adatok az anyag standardállapotára (100 kPa) és 25 °C-os hőmérsékletre vonatkoznak. |                                      |

A nátrium-eritroaszkorbinsav (más néven E316, nátrium-izo-aszkorbinsav) (C6H7NaO6) az eritroaszkorbinsav nátriummal alkotott sója. Antioxidáns tulajdonsága miatt elsősorban húsételekben, ritkán üdítőitalokban alkalmazzák. Húskészítményekben használva gyorsítja a húsban található nitrátok nitrogén-monoxiddá való átalakulását és hatására a hús színe tovább marad élénk, rózsaszínes. Leggyakrabban hot dogban, és különféle bárányhús-készítményekben található. Nincs ismert mellékhatása, és nincs megengedett napi maximum beviteli mennyisége sem, mert a fölösleg (a C-vitaminhoz hasonlóan) vizelettel távozik a szervezetből.